# Monumento a Giuseppe Garibaldi (Milano)
Il monumento a Giuseppe Garibaldi è una scultura di Ettore Ximenes posta in largo Cairoli a Milano.

## Descrizione dell'opera
La scultura in bronzo raffigura Giuseppe Garibaldi a cavallo che impugna una spada parzialmente sguainata.
Ai lati del basamento sono presenti due figure femminili: l'Insurrezione regge una fiaccola e una spada e si appoggia a un leone, simbolo della forza del popolo; dall'altro lato la Libertà è raffigurata nell'atto di riporre la spada nel fodero dopo aver ferito a morte una tigre, simbolo della tirannide.
Alla base sono presenti alcuni scudi con alloro contenenti i nomi delle principali battaglie risorgimentali (Marsala, Roma, Verona).

## Storia
Il monumento fu inaugurato il 3 novembre 1895; nonostante la pioggia battente si ebbe una partecipazione numerosa. In assenza di ministri o rappresentanti governativi, si ebbero i discorsi del sindaco Giuseppe Vigoni e di Felice Cavallotti, presidente della cerimonia.